# Unione Sportiva Recanatese
La Unione Sportiva Recanatese es un club de fútbol de Italia, con sede en Recanati, en las Marcas. Fue fundado en 1923, y compite en la Serie D, cuarta categoría del fútbol italiano.

## Palmarés

### Torneos interregionales
- Serie D (1): 2021-22 (Grupo F)

### Torneos regionales
- Eccellenza Marche (1): 2006-07
- Promozione Marche (2): 1989-90 (Grupo B), 2005-06 (Grupo B)